# Gresufes

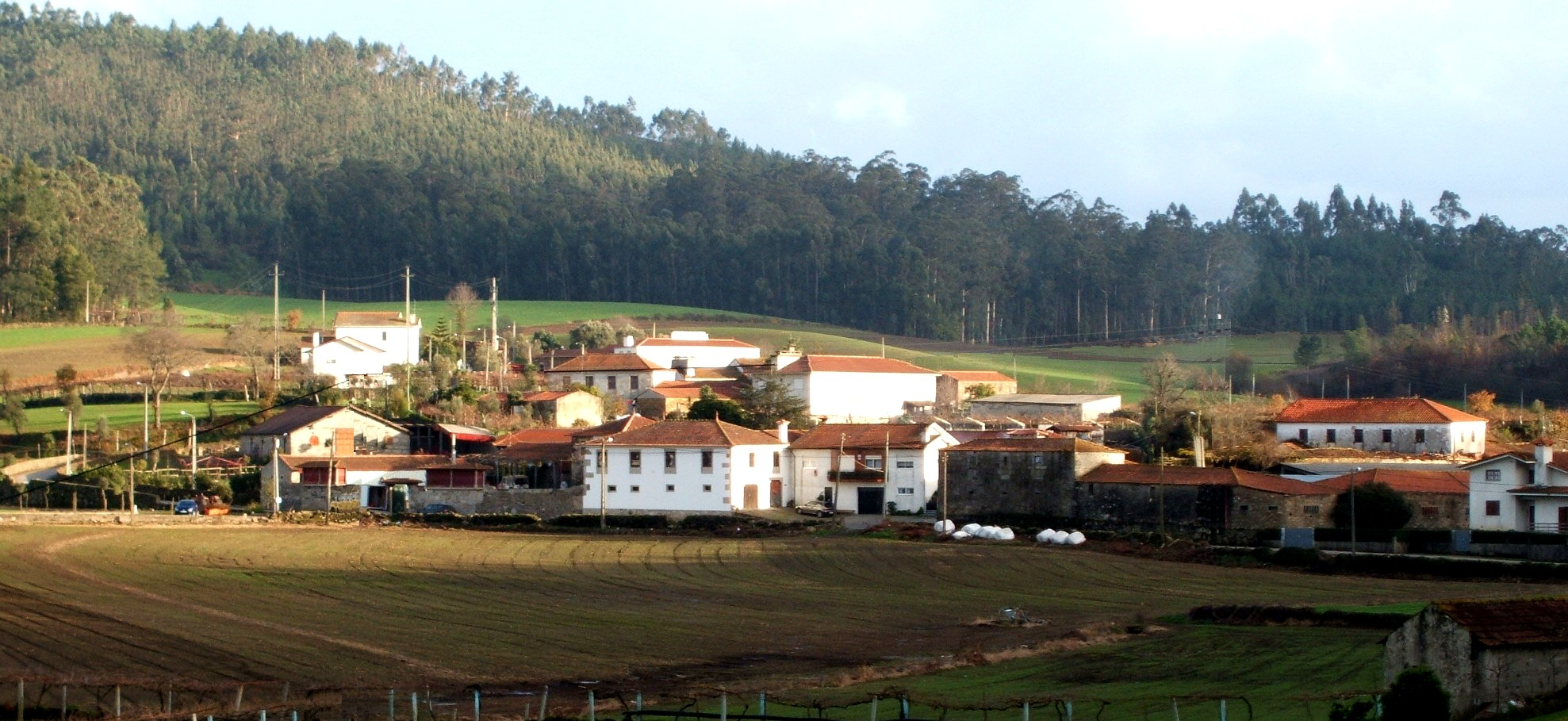
Panorâmica de Gresufes

Gresufes é um lugar e aldeia na freguesia de Balazar no Município da Póvoa de Varzim.
Gresufes tem origem no nome de Gresulfo, conhecido no século X, e foi paróquia até 1442, ano em que foi feita a fusão com a paróquia vizinha de Casal (Santa Eulália) para formar uma única paróquia, a de Balazar. Gresufes, como Fiães, já em Gondifelos mas vizinha de Gresufes, era pertença dos Correias de Fralães. O lugar fica quase num vale, rodeado por colinas a nascente, sul e poente.
Em Gresufes nasceu, em 1904, Alexandrina Maria da Costa, uma bem-aventurada católica beatificada pelo Papa João Paulo II.